# Квамбаи, Каролина
Каролина Квамбаи Чепкорир — кенийская бегунья на длинные дистанции. Чемпионка мира по полумарафону 2001 года в командном первенстве. Победительница Парижского полумарафона 2007 года с результатом 1:10.26. Заняла 2-е место на Амстердамском марафоне 2003 года, показав результат 2:28.47.